# Ахмедли (Лачинський район)
Ахмедлі (азерб. Əhmədli) — село у Лачинському районі Азербайджану. Село розташоване неподалік від річки Zabuxçay, за 36 км на захід від районного центру, міста Лачина та за 58 км на північ від міста Горіса.
З 1992 по 2020 рік було під Збройні сили Вірменії окупацією і називалось Герік (вірм. Հերիկ), входячи в Кашатазький район невизнаний Нагірно-Карабаська Республіка. 1 грудня 2020 в ході Другої карабаської війни села було звільнено Збройні сили Азербайджану (вірмени трактують це як окупацію).